# 9 décembre 2012
Le dimanche 9 décembre 2012 est le 344e jour de l'année 2012.

## Décès
- Alex Moulton (né le 9 avril 1920), ingénieur britannique en mécanique
- André Nelis (né le 29 octobre 1935), skipper belge
- Ataa Oko Addo (né vers 1919), artiste indépendant ghanéen
- Charles Rosen (né le 5 mai 1927), pianiste et musicologue américain
- Daniel Gall (né le 20 avril 1938), acteur français
- Ivan Ljavinec (né le 18 avril 1923), évêque catholique tchécoslovaque
- Jeanne Gervais (née le 6 juin 1922), première femme ministre de Côte d’Ivoire
- Jenni Rivera (née le 2 juillet 1969), actrice américaine
- Mansour Sy (né le 15 août 1925), religieux musulman sénégalais
- Norman Joseph Woodland (né le 6 septembre 1921), inventeur américain
- Patrick Moore (né le 4 mars 1923), astronome amateur britannique
- Xavier Esnault (né le 14 août 1971), musicien français

## Événements
- Fin du typhon Bopha
- Victoire de l’Union sociale-libérale lors des élections législatives en Roumanie.
- Le train Benelux reliant Bruxelles et Amsterdam est remplacé par le train à grande vitesse Fyra[1].
- Fin du championnat du Royaume-Uni de snooker 2012
- Championnats d'Europe de cross-country 2012
- Première diffusion de l'épisode La_Cool_Attitude de la série Les Simpson